# Armando Torno
Armando Torno (Milano, 22 ottobre 1953) è un giornalista, saggista e conduttore radiofonico italiano.
È stato uno dei vincitori del Premiolino nel 1996.

## Biografia
Editorialista del Corriere della Sera, del quale è stato responsabile della cultura nel triennio 2000-2002; per una dozzina d'anni (sino al 31 gennaio 2000) è stato responsabile del supplemento Domenica de Il Sole 24 Ore, quotidiano di cui attualmente è editorialista. Oltre all'attività di giornalista, ha pubblicato numerosi saggi e ha scritto molte introduzioni a testi classici e contemporanei, perlopiù sul tema del difficile rapporto tra religione e modernità, ma anche sulle figure di Mozart e Verdi. Diversi suoi scritti sono stati tradotti in francese, inglese, tedesco, russo, svedese, sloveno, portoghese.
Conduce inoltre, su Radio 24, il programma musicale dal titolo Musica maestro, in onda ogni domenica alle 21:30: trasmissione che ha vinto nel 2014 il "Premio Flaiano".

## Opere
- Saggio introduttivo e apparato filologico per Giovanni Pico della Mirandola, "Sonetti", Verona, Officina Bodoni, 1981 (tiratura al torchio di 100 esemplari per Lib. Bocca, con una tavola di Enrico Bai)
- Mirabilia. Itinerari bibliografici dal XV al XX secolo, Milano, Bocca, 1983.
- Saggio introduttivo a Giovanni Boccaccio, "La papessa Giovanna" e traduzione del testo dal "De mulieribus claris", Phylobiblon, Milano, 1986 (tiratura di 80 esemplari al torchio, realizzati da Luigi Maestri)
- Postfazione e traduzione del testo di Gerolamo Cardano "L'oroscopo di Cristo", Verona, Officina Bodoni, 1990 (tiratura al torchio di 130 esemplari per Phylobiblon. È la prima traduzione italiana di questo celebre scritto)
- Pierangelo Sequeri, Armando Torno, Divertimenti per Dio. Mozart e i teologi, Casale Monferrato, Piemme, 1990.
- Senza Dio?, Milano, Mondadori, 1994, ISBN 88-04-35414-3.
- Pro e contro Dio, Milano, Mondadori, 1995, ISBN 88-04-37879-4.
- Piccolo manuale per perdere la fede, compilato da Armando Torno, Milano, Mondadori, 1995, ISBN 88-04-40426-4.
- Piccolo manuale per ritrovare la fede, compilato da Armando Torno, Milano, Mondadori, 1995, ISBN 88-04-40426-4.
- L'infelicità. Storia di una passione, Milano, Mondadori, 1996.
- Mozart a Milano. Un racconto, un saggio, Milano, La Vita Felice, 1996.
- Piccola storia dell'amore, Milano, Mondadori, 1997.
- Federico Borromeo, La peste di Milano del 1630: la cronaca e le testimonianze del tempo del cardinale Federico Borromeo (De pestilentia quae Mediolani anno 1630 magnam stragem edidit), a cura di Gianfranco Ravasi, Ilaria Solari, Armando Torno, Milano, Rusconi, 1998  [1630]. La prima edizione del "De pestilenza", curata interamente da A.Torno, è stata pubblicata da Rusconi nel 1987 (tre edizioni in un anno).
- La truffa del tempo, Milano, Mondadori, 1999, ISBN 88-04-45-883-6.
- Armando Torno con Quirino Principe e Carmelo Di Gennaro, "Che magnifiche note", Milano, Edizioni Il Sole 24 Ore, 1999
- Carmelo Di Gennaro, Armando Torno, La Scala nell'età di Verdi, Milano, Il Polifilo, 2001.
- Le virtù dell'ozio, Milano, Mondadori, 2002.
- La moralità della violenza. Considerazioni sul male della storia, Milano, Mondadori, 2003.
- Mozart a Milano (Seconda edizione rielaborata, arricchita e corretta del saggio del 1996 ma senza il racconto in inglese), Milano, Mondadori, 2004.
- Quel che resta di Dio. Cinque percorsi alla ricerca della fede, Milano, Mondadori, 2005.
- Saggio introduttivo a F. Dostoevskij "I Fratelli Karamazov", Milano, Bompiani, 2005
- Armando Torno, "Labirinto della fede", in "Caro Beniamino", a cura di Paolo Mauri con disegni di Tullio Pericoli, Roma, Edizioni della Cometa, 2006 (Raccolta di saggi per Beniamino Placido)
- A. Torno-Massimo Cacciari, Ponzio Pilato. Che cos'è la verità?, Milano, Bompiani, 2007.
- Il gioco di Dio. Dodici storie della Bibbia, Milano, Mondadori, 2007.
- Arturo Benedetti Michelangeli. Un incontro, Brescia, Morcelliana, 2007.
- Saggio introduttivo a F. Dostoevskij, "Diario di uno scrittore", Milano, Bompiani, 2007
- Saggio introduttivo a Viktor Gaiduk, "Cechov, un impressionista. Storie inedite e segrete", Milano, Editrice San Raffaele, 2008
- Introduzione a Giuseppe Rensi, Apologia dell'ateismo, Milano, La Vita Felice, 2009
- Saggio introduttivo a Joseph de Maistre, Cinque paradossi, Brescia, Morcelliana. 2009
- Paul Smeets, Barbara Ferriani, Loredana Lorizzo, Cristina Terzaghi, Armando Torno, "Giusto Fiammingo. La fuga del giovane nudo", Genève, Roob Smeets, 2009
- Saggio introduttivo a F. Dostoevskij, "L'idiota", Milano, Bompiani, 2009
- Saggio introduttivo a F. Dostoevskij, "I Demoni", Milano, Bompiani, 2009
- La scommessa. Puntare tutto su Cristo?, Milano, Mondadori, 2010.
- Introduzione a Giuseppe Rensi, "Apologia dello scetticismo", Milano, La Vita Felice, 2011
- Il paradosso dei conservatori, Milano, Bompiani, 2011.
- A. Torno, con Giovanni Gavazzeni e Carlo Vitali, O mia patria. Storia musicale del Risorgimento, tra inni, eroi e melodrammi, Milano, Dalai Editore, 2011.
- Città Nuova Editrice Roma, PortarTi il mondo fra le braccia. Vita di Chiara Lubich, 2011.
- Saggio introduttivo a F. Dostoevskij, "Memorie da una casa di morti" e "Memorie dal sottosuolo", Milano, Bompiani, 2012
- Riccardo Muti-Armando Torno, Verdi, l'italiano. Ovvero, in musica, le nostre radici, Milano, Rizzoli, 2012. - Bur, 2014 - (opera tradotta in tedesco)
- Dies irae. Catalogo della mostra, Perugia,  Volumnia Editrice, 2012
- Traduzione delle "Sentenze scritte sulle travi della biblioteca" e introduzione al volume "La Torre di Montaigne" dove sono state raccolte, Milano, La Vita Felice 2012 (seconda edizione 2013)
- Elogio dell'egoismo, Milano, Bompiani, 2012.
- Elogio delle illusioni, Milano, Bompiani, 2013.
- La filosofia in Russia, Milano, Book Time (in collaborazione col Circolo Filologico Milanese), 2013.
- Introduzione a Friedrich Nietzsche, "Può un invidioso essere felice?" (testi giovanili tradotti per la prima volta in Italia), Roma, Elliot, 2013
- Saggio introduttivo a Cesare Lombroso, "L'uomo delinquente" (prima riproduzione integrale della quinta edizione, la definitiva del 1897), Milano, Bompiani, 2014
- Saggio introduttivo a Stefan Zweig, "Il demone di Nietzsche", Milano, Medusa Edizioni, 2014
- Due o tre cose che ho saputo sulla stupidità, Milano, Book Time, 2014.
- Saggio introduttivo a David F. Strauss, "La vita di Gesù o esame critico della sua storia", Milano, La Vita Felice, 2014
- (cura e prefazione) a Giovanni Reale, "Mi sono innamorato della filosofia", Milano, Bompiani, 2014
- Seneca chiese: che cos'è la verità?, saggio introduttivo a Elena Bono, "La moglie del procuratore", Genova, Marietti 1820, 2015
- Grimod, lo stile e le stravaganze, saggio posto come postfazione a Grimod de la Reynière, "Manuel des Amphitryons", Alpignano (Torino), Tallone Editore, 2015 (tiratura di 320 esemplari su carte a mano di puro cotone)
- Saggio introduttivo a Paul Lafargue, "Il diritto all'ozio", Milano, La Vita Felice, 2016
- Introduzione a Gianantonio Borgonovo e Marco Navoni, "Il chiodo di Cristo. Storia di una reliquia del Duomo di Milano", Milano, Book Time-Scuola della Cattedrale, 2016
- Dialogo tra Riccardo Chailly e Armando Torno, con un'introduzione di Gianantonio Borgonovo, sulla "Messa da Requiem di Giuseppe Verdi", Milano, Teatro Alla Scala-Scuola della Cattedrale, 2016
- Saggio dal titolo "Il don Giovanni di Mozart. E la musica creò il mito" nel libro "Il dissoluto punito ossia il don Giovanni", Milano, Fornasetti 2016
- Saggio introduttivo alle "Memorie" di Lorenzo Da Ponte, Milano, La Vita Felice 2017
- Introduzione a Bernard McGinn, "Margherita Porete eretica e dama d'amore", Genova, Marietti 1820, 2017
- Introduzione (con Gianantonio Borgonovo) a Anne Cheng, "Matteo Ricci e Il senso reale del Signore del Cielo", Parigi-Milano, Les Belles Lettres-Scuola della Cattedrale, 2017
- Saggio introduttivo a Lev Sestov, "Jasnaia Poljana e Astapovo. La filosofia di Tolstoj", Milano, Book Time 2017
- Introduzione (con Gianantonio Borgonovo) a Claudio Gianotto e Riccardo Maisano, "Riflessioni sul Vangelo secondo Luca", Milano, Book Time-Scuola della Cattedrale, 2018
- Saggio introduttivo a Viktor Gaiduk, "Cechov inedito e segreto", Milano, La Vita Felice 2018
- Introduzione a Georg Nikolaus Nissen, "Biografia di Wolfgang Amadeus Mozart", a cura di Marco Murara (è la biografia con i documenti di Constanze, moglie di Mozart, Lipsia 1828), Varese, Zecchini 2018
- Saggio "Le Cinque Giornate di Attila" nell'ambito del volume dedicato all'opera "Attila" di Giuseppe Verdi per l'inaugurazione della stagione 2018-19 del Teatro alla Scala di Milano
- Saggio in appendice a Blaise Pascal, "Compendio alla vita di Gesù", a cura di Carlo Carena, Milano, La Vita Felice 2019
- Prefazione a Ernesto Buonaiuti, "Storia del Cristianesimo", 3 voll., Milano,Luni Editrice 2019
- Introduzione (con Gianantonio Borgonovo) a "L'arte nuovissima di Lucio Fontana" (di Michele Aversa, Gianfranco Maraniello e Massimo Negri), Milano. Book Time-Scuola della Cattedrale 2020
- Introduzione (con Gianantonio Borgonovo) a "Il caso Marcione" (di Claudio Gianotto e Andrea Nicolotti), Milano, Book Time-Scuola della Cattedrale 2020
- Saggio introduttivo a Ernesto Buonaiuti, "Lutero e la Riforma in Germania", Milano, Luni Editrice 2020
- "Le rose di Stalin. La ballerina del Bolscioi e altre cronache dalla Russia", Bologna, Marietti 1820, 2020
- Saggio introduttivo a Michel de Montaigne, "Viaggio in Italia", Milano, La Vita Felice 2020
- Saggio "L'estetica si addice a Ludwig van" nell'ambito del volume "Eroica. Beethoven e Bonaparte" (con Luigi Mascilli Migliorini e Quirino Principe), Milano, Fornasetti 2020
- Introduzione a François de La Rochefoucauld, "Massime", Milano, Luni Editrice 2020
- Saggio in appendice a Denis Diderot, "Memorie per Caterina II", Milano, La Vita Felice 2021
- Introduzione dal titolo "Ricordando Vittore Branca" a Boccaccio, "Tutte le opere", a cura di Vittore Branca, Brescia, Scholé 2021
- Saggio introduttivo a Daines Barrington, "Un giovane musicista davvero notevole" (sul soggiorno di Mozart a Londra), Milano, Book Time 2021
- "Fedor Dostoevskij nostro fratello", Milano, Edizioni Ares 2021
- Presentazione e cura (con Gianantonio Borgonovo) del saggio di Marwan Rashed, "Tolomeo 'al-gharib' e il primo aristotelismo alessandrino", Les Belles Lettres-Scuola della Cattedrale, Parigi-Milano 2022
- Saggio dal titolo "Anche i documenti mentono. Come gli uomini", postfazione al volume di Jurij Tynjanov, "La morte del Vazir Muchtar", Milano, Edizioni Settecolori 2022
- Introduzione e cura del saggio "Giudaismo e romanità", con testi di Giovanni Iudica, Ada Gigli Marchetti, Tommaso dalla Massara, Milano, Book Time-Scuola della Cattedrale 2022